# De Wildbaan (Driebergen)

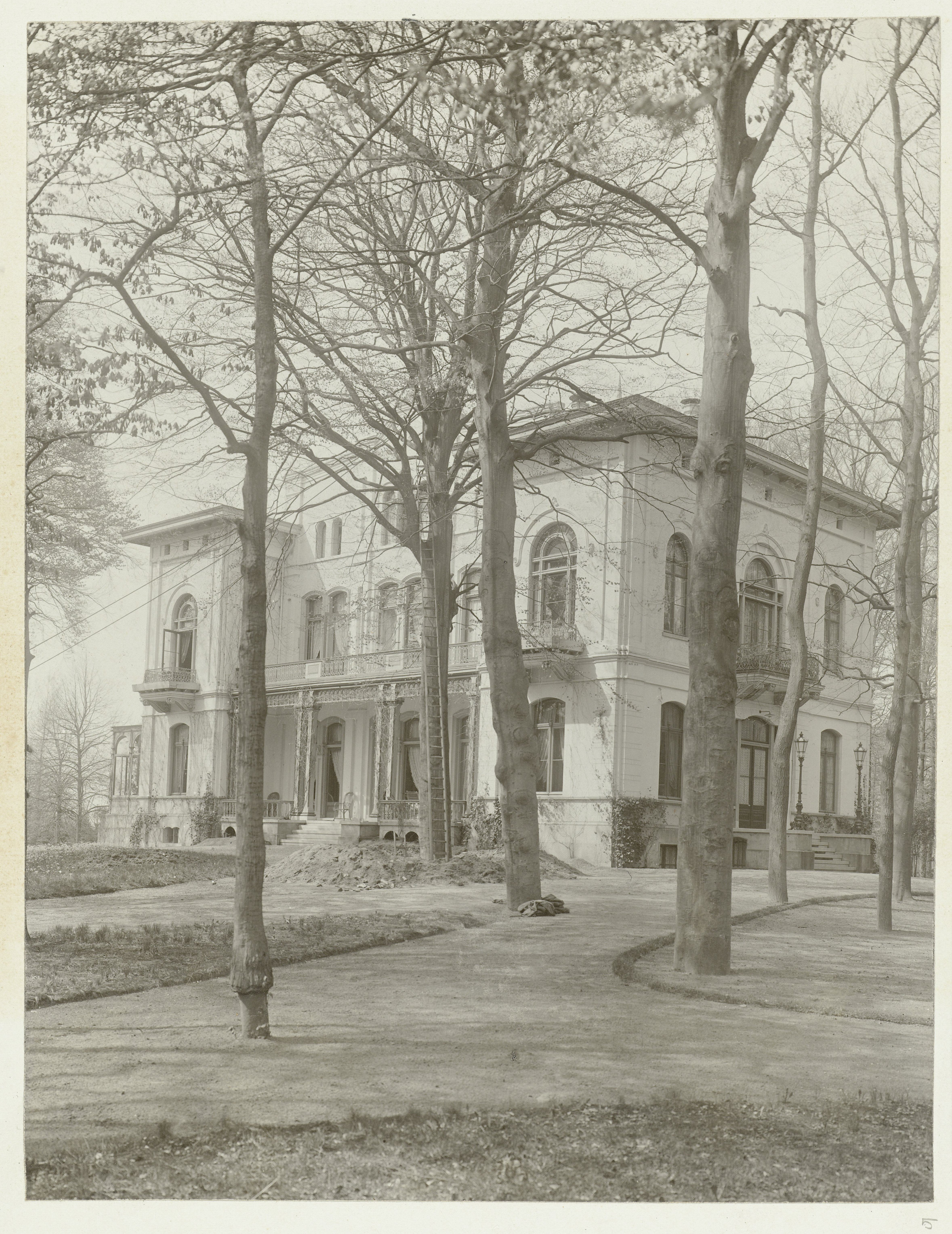
Gezicht op landhuis De Wildbaan

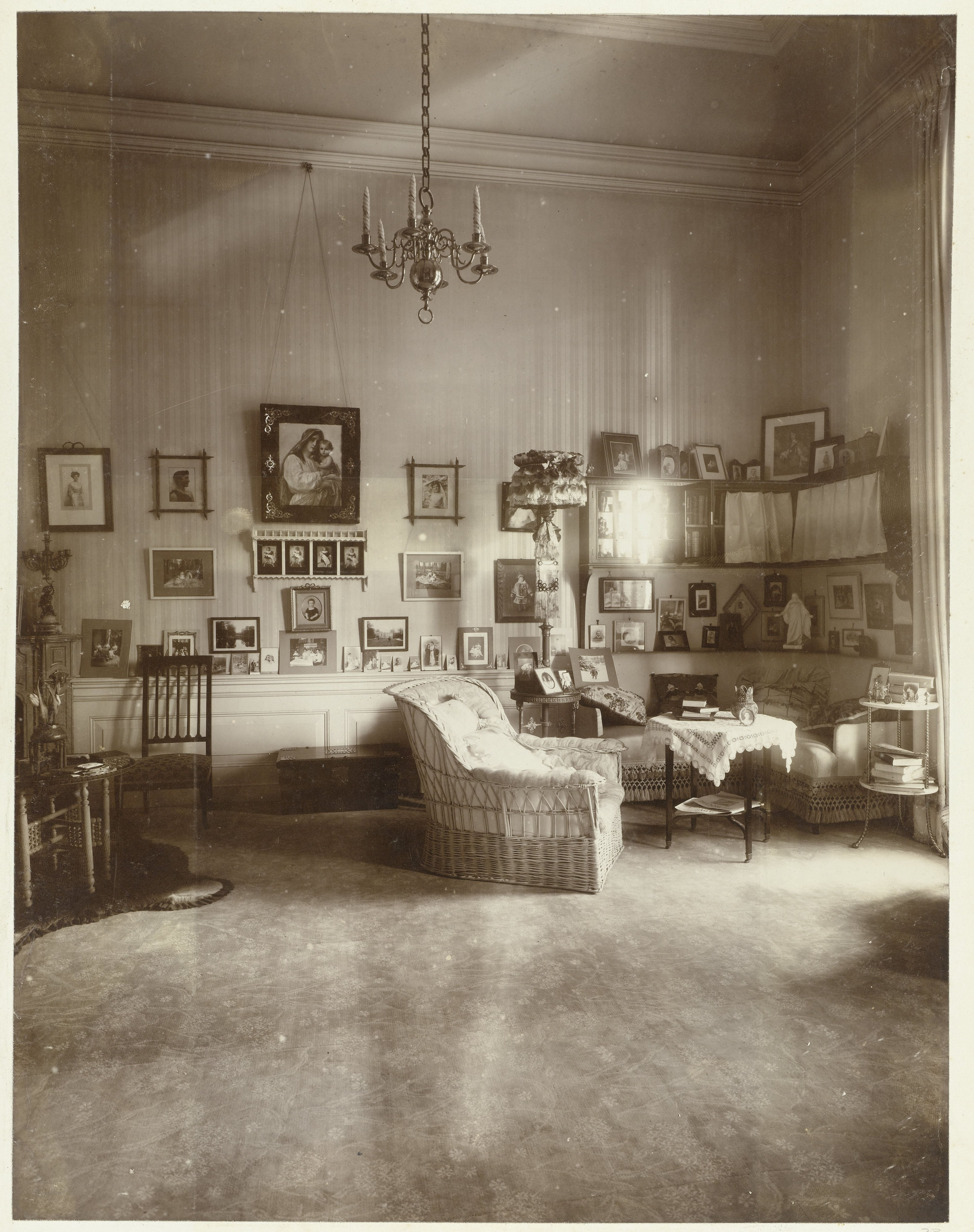
Interieur

Park De Wildbaan ligt aan de zuidkant van de Hoofdstraat van Driebergen-Rijsenburg tegenover de 18de-eeuwse buitenplaats Sparrendaal. De wildbaan is een in landschapsstijl aangelegd park, met slingervijver, glooiende heuveltjes en boomgroepen. 
In 1857 kocht de Amsterdamse koopman George Luden kocht de 'overtuin' van het huis Sparrendaal. Op het terrein werd een buitenhuis gebouwd naar ontwerp van architect H.J. van den Brink. De vroegere overtuin werd door tuinarchitect J.D. Zocher jr. omgevormd tot landschapspark. 
Kort voor de Tweede Wereldoorlog werd een plan voor de aanleg van een villabouw door de gemeenteraad afgewezen. In 1941 werd De Wildbaan aangekocht door de eigenaar van Sparrendaal, aartsbisschop monseigneur Zwijsen. Dit om te voorkomen dat de buitenplaats verkaveld zou worden voor villabouw.  In 1941 werd De Wildbaan door de gemeente aangekocht. In de oorlog werd het huis gevorderd door de SS. Als gevolg van een bombardement door de geallieerden brandde de villa in 1944 grotendeels af. Nadat het pand steeds verder verpauperde werd in 1946 eerst de villa gesloopt en een tijd daarna ook het koetshuis en andere bijgebouwen.
In 1948 werd het park een verzetsmonument geplaatst. Het bestaat uit een terracotta beeld van een vrouwenfiguur met gebalde vuisten en een touw om haar lichaam.
De villa werd tussen 1903 en 1907 bewoond door Henry Pauw van Wieldrecht 